# Adamo ed Eva (Raffaello)
Adamo ed Eva è un affresco (120×105 cm) di Raffaello Sanzio, databile al 1508 e facente parte della decorazione della volta della Stanza della Segnatura nei Musei Vaticani.

## Storia
Adamo ed Eva è di solito indicata come la terza scena dipinta nella volta da Raffaello, nella Stanza che per prima venne decorata. Lo scomparto è stato talvolta attribuito anche al Sodoma.

## Descrizione e stile
Su uno sfondo a finto mosaico dorato sono rappresentati Adamo ed Eva tra l'Albero della Vita su cui si trova il serpente, con busto umano. Essi sono rappresentati nel momento del Peccato originale, mentre Eva, aggrappata ad un ramo, sta per porgere il frutto proibito ad Adamo, seduto lì accanto. I progenitori sono nudi, anche se rametti ne coprono ad arte le parti intime, ispirandosi probabilmente a una celebre stampa di Dürer.  
Vari sono i ricordi classici del gruppo; in Eva sono state colte reminiscenze leonardesche (Leda col cigno), ben studiate da Raffaello durante il soggiorno fiorentino. Il serpente tentatore appare simile a quello dipinto qualche anno dopo da Michelangelo nel Peccato originale e cacciata dal Paradiso terrestre della volta della Cappella Sistina, l'altra grande impresa pittorica dell'era di Giulio II. 
Nel complesso di rispondenze tra il soffitto e le lunette laterali Adamo ed Eva si inseriscono nell'asse della parete ovest, con la Teologia e la Disputa del Sacramento.
| Parete | Immagine | Tondo    | Immagine | Riquadro     | Immagine | Lunetta                | Elemento | Putto |
| ------ | -------- | -------- | -------- | ------------ | -------- | ---------------------- | -------- | ----- |
| Ovest  |          | Teologia |          | Adamo ed Eva |          | Disputa del Sacramento | Fuoco    | Aria  |

La mancata corrispondenza tra putto ed elemento dominante della serie è ascritta a un cambiamento del programma decorativo in corso d'opera.